# Нгури
Нгури (фр. Ngouri) — город и супрефектура в Чаде, расположенный на территории региона Лак. Административный центр департамента Вайи.

## Географическое положение
Город находится в западной части Чада, к северо-востоку от озера Чад, на высоте 303 метров над уровнем моря.
Населённый пункт расположен на расстоянии приблизительно 165 километров к северо-северо-востоку (NNE) от столицы страны Нджамены

## Население
По данным официальной переписи 2009 года численность населения Нгури составляла 106 977 человек (52 078 мужчин и 54 899 женщины). Население супрефектуры по возрастному диапазону распределилось следующим образом: 51,2 % — жители младше 15 лет, 43,6 % — между 15 и 59 годами и 5,2 % — в возрасте 60 лет и старше.

## Транспорт
К западу от города расположен небольшой одноимённый аэропорт.